# Pero (stacja metra)
Pero – stacja metra w Mediolanie, na linii M1. Stacja znajduje się w Pero i zlokalizowana jest pomiędzy stacjami Molino Dorino a Rho Fiera. Została otwarta w 2005.